# Salaciopsis glomerata
Salaciopsis glomerata är en benvedsväxtart som beskrevs av Hürlim. Salaciopsis glomerata ingår i släktet Salaciopsis och familjen Celastraceae. Inga underarter finns listade.